# James Rodd
Pour les articles homonymes, voir James Rodd (Canada) et Rodd.
Sir James Rodd est un parlementaire anglais du XVIIe siècle.

## Biographie
Sa date de naissance n'est pas connue, mais il serait le sixième fils de Hugh Rodd, commerçant prospère de la ville de Presteigne, à la frontière anglo-galloise. James Rodd s'établit comme mercier à Hereford et, bien qu'il reçoive très peu en héritage à la mort de son père en 1603, il fait fructifier son commerce grâce à un legs important que lui laisse son cousin en 1604. Il s'enrichit suffisamment pour s'acheter le manoir du village de Yazor,. 
Maire de Hereford de 1616 à 1617, il est élu député de la ville à la Chambre des communes du Parlement d'Angleterre pour le parlement de 1621, sous le règne de Jacques Ier. Il y siège ainsi en même temps que son frère aîné Richard Rodd. Il ne se représente pas aux élections suivantes, et s'achète le titre de chevalier en 1630. Royaliste durant la Guerre civile, il siège comme magistrat à Hereford. Il meurt vers début avril 1666.